# 1020.
1020. je tretje desetletje v 11. stoletju med letoma 1020 in 1029. 